# Harold Weisberg
Harold Weisberg (* 8. April 1913 in Philadelphia; † 21. Februar 2002 in Frederick, Maryland) war ein US-amerikanischer Journalist und Buchautor.

## Leben
Harold Weisberg war der Sohn einer aus Russland emigrierten jüdischen Familie. Er besuchte Schulen in Philadelphia und Wilmington und studierte an der University of Delaware. Danach arbeitete er als Journalist. Während des Zweiten Weltkriegs diente er als Offizier im Office of Strategic Services sowie als Ermittler für das Follette-Komitee des US-Senats, benannt nach dem Senator Robert M. La Follette junior. Es untersuchte u. a. die Methoden, die Arbeitgeber in bestimmten Branchen anwendeten, um Tarifverhandlungen mit den Gewerkschaften zu vermeiden.
Nach dem Attentat auf John F. Kennedy am 22. November 1963 wurde Weisberg bald einer der schärfsten Kritiker des „offiziellen“ Berichts der Warren-Kommission. Bekannt wurde er in diesem Zusammenhang vor allem durch sein bahnbrechendes Buch Whitewash: The Report on the Warren Report. Er schrieb darüber:
„Following thousands of hours of research in and analysis of the vast, chaotic, deliberately disorganized, padded and largely meaningless 26 volumes of the testimony and exhibits of the President's Commission on the Assassination of President John F. Kennedy and its 900-page Report – millions of words of which are not needed and are merely diversionary – I published the results of my investigation in a book, Whitewash: The Report on the Warren Report. In this book, I establish that the inquiry into the assassination was a whitewash, using as proof only what the Commission avoided, ignored, misrepresented and suppressed of its own evidence.“
(„Nach Tausenden Stunden der Recherche und der Analyse der riesigen, chaotischen, absichtlich desorganisierten, aufgeblähten und weitgehend bedeutungslosen 26 Bände der Zeugenaussagen und Exponate der Präsidentenkommission über die Ermordung von Präsident John F. Kennedy und seinem 900-seitigen Bericht – von dem Millionen Worte überflüssig sind und nur zur Ablenkung dienen – habe ich die Ergebnisse meiner Untersuchung in einem Buch veröffentlicht, Whitewash: The Report on the Warren Report Buch. In diesem Buch weise ich nach, dass die Untersuchung des Attentats eine Schönfärberei war, in dem ich nur das als Beweis anführe, was die Kommission an eigenen Beweisen vermieden, ignoriert, falsch dargestellt und unterdrückt hat.“)
Am 4. Juni 1968 wurde Weisberg von einem Fernsehsender in Washington interviewt und berichtete in dem Zusammenhang von einem Gespräch mit einem Freund von Kennedys Bruder Robert F. Kennedy. Dieser hatte, obwohl er Justizminister war, anscheinend wenig Interesse an der Aufklärung des Mordfalls gezeigt. Auf die Frage, warum er sich nicht intensiver engagiert habe, habe der Freund geantwortet: „Das ist doch ganz einfach, Bobby will leben … Es gibt einfach zu viele Schusswaffen zwischen Bobby und dem Weißen Haus.“ Auf Weisbergs Nachfrage: „Wessen Schusswaffen?“, habe der Freund geantwortet: „Die der CIA.“
Zwei Tage später fiel Robert F. Kennedy ebenfalls einem Attentat zum Opfer.
Am 21. Februar 2002 starb Weisberg in seinem Haus in Frederick, Maryland, an einer Herz-Kreislauf-Erkrankung. Sein Nachlass befindet sich im Hood College seiner Heimatstadt.

## Publikationen (Auswahl)
- Whitewash: The Report on the Warren Report, 1965 – Neuausgabe New York: Skyhorse Publishing 2013 – (Digitalisat)
- Whitewash II: The FBI-Secret Service Coverup, 1966 – Neuausgabe New York: Simon & Schuster 2013; ISBN 978-1-62636-111-9. (Digitalisat)
- Oswald in New Orleans: Case of Conspiracy with the C.I.A., 1967
- Whitewash III: The Photographic Whitewash of the JFK Assassination, 1967 – Neuausgabe New York: Skyhorse Publishing 2013. (Digitalisat)
- Frame-Up: The Martin Luther King-James Earl Ray Case, 1970
- Post Mortem: JFK Assassination Cover Up, 1975
- Martin Luther King: The Assassination, 1993
- Selections from Whitewash, 1993
- Never Again! The Government Conspiracy in the JFK Assassination, 1995
- Case Open: The Unanswered JFK Assassination Questions, New York: Carroll & Graf 1994